# Външнополитическа доктрина
Външнополитическа доктрина  е общо положение от външната политика и системата от вярвания чрез доктрина.
В този смисъл се използва и терминът геополитическа доктрина, който има тесния смисъл на означаване на теоретичната постановка, която следват държавите при провеждането на своята външна политика.